# Düsseldorf Panther
I Düsseldorf Panther sono una squadra di football americano di Düsseldorf, in Germania. Fondati nel 1978 sono la più antica squadra di football americano tedesca tuttora esistente, sebbene non la più antica in assoluto (il primato spetta ai dissolti Frankfurter Löwen).
Sono una delle squadre più titolate della Germania, avendo vinto 6 German Bowl e 1 Eurobowl, e con i loro 15 Juniorbowl sono la squadra più vincente a livello giovanile.
La società ha anche una sezione femminile, le Düsseldorf Panther Ladies.

## Dettaglio stagioni

### Tornei nazionali

#### Campionato

##### Bundesliga/GFL
| Stagione | regular season | regular season | regular season | regular season | regular season | regular season | playoff | playoff | playoff | playoff | playoff | playoff          | playoff                   |
|          | Vin            | Par            | Per            | Tot            | PF             | PS             | Vin     | Per     | Tot     | PF      | PS      | risultato        | avversaria                |
| -------- | -------------- | -------------- | -------------- | -------------- | -------------- | -------------- | ------- | ------- | ------- | ------- | ------- | ---------------- | ------------------------- |
| 1979     | 0              | 0              | 10             | 10             | 38             | 297            | -       | -       | -       | -       | -       | -                | -                         |
| 1982     | 11             | 1              | 1              | 13             | 542            | 114            | 1       | 1       | 2       | 79      | 26      | Semifinale       | Ansbach Grizzlies         |
| 1983     | 12             | 0              | 0              | 12             | 510            | 53             | 3       | 0       | 3       | 79      | 16      | Campioni         | Ansbach Grizzlies         |
| 1984     | 11             | 0              | 1              | 12             | 485            | 116            | 3       | 0       | 3       | 102     | 19      | Campioni         | Ansbach Grizzlies         |
| 1985     | 12             | 2              | 0              | 14             | 450            | 67             | 2       | 1       | 3       | 74      | 27      | German Bowl      | Ansbach Grizzlies         |
| 1986     | 10             | 0              | 0              | 10             | 324            | 83             | 3       | 0       | 3       | 113     | 23      | Campioni         | Ansbach Grizzlies         |
| 1987     | 7              | 0              | 3              | 10             | 320            | 116            | 0       | 1       | 1       | 21      | 27      | Quarti di finale | Ansbach Grizzlies         |
| 1988     | 9              | 0              | 1              | 10             | 432            | 113            | 2       | 1       | 3       | 108     | 61      | German Bowl      | Red Barons Cologne        |
| 1989     | 9              | 0              | 1              | 10             | 582            | 82             | 2       | 1       | 3       | 132     | 44      | Semifinale       | Red Barons Cologne        |
| 1990     | 9              | 0              | 1              | 10             | 450            | 66             | 1       | 1       | 2       | 20      | 30      | Semifinale       | Cologne Crocodiles        |
| 1991     | 7              | 0              | 7              | 14             | 348            | 201            | -       | -       | -       | -       | -       | -                | -                         |
| 1992     | 8              | 0              | 4              | 12             | 359            | 168            | 3       | 0       | 3       | 103     | 51      | Campioni         | Munich Cowboys            |
| 1993     | 10             | 1              | 3              | 14             | 439            | 159            | 1       | 1       | 2       | 56      | 47      | Semifinale       | Cologne Crocodiles        |
| 1994     | 12             | 0              | 2              | 14             | 408            | 184            | 3       | 0       | 3       | 110     | 36      | Campioni         | Berlin Adler              |
| 1995     | 10             | 1              | 1              | 12             | 372            | 190            | 3       | 0       | 3       | 76      | 24      | Campioni         | Hamburg Blue Devils       |
| 1996     | 9              | 0              | 3              | 12             | 423            | 303            | 2       | 1       | 3       | 99      | 44      | German Bowl      | Hamburg Blue Devils       |
| 1997     | 3              | 1              | 6              | 10             | 151            | 204            | -       | -       | -       | -       | -       | -                | -                         |
| 1998     | 4              | 2              | 6              | 12             | 274            | 290            | -       | -       | -       | -       | -       | -                | -                         |
| 1999     | 5              | 0              | 7              | 12             | 188            | 254            | -       | -       | -       | -       | -       | -                | -                         |
| 2000     | 6              | 1              | 3              | 10             | 232            | 161            | 1       | 1       | 2       | 74      | 14      | Semifinale       | Cologne Crocodiles        |
| 2001     | 9              | 0              | 3              | 12             | 414            | 154            | 0       | 1       | 1       | 14      | 28      | Quarti di finale | Stuttgart Scorpions       |
| 2004     | 4              | 0              | 8              | 12             | 198            | 269            | -       | -       | -       | -       | -       | -                | -                         |
| 2005     | 0              | 0              | 12             | 12             | 206            | 418            | 2       | 0       | 2       | 43      | 21      | Non retrocessi   | Kiel Baltic Hurricanes    |
| 2006     | 4              | 0              | 8              | 12             | 153            | 364            | 0       | 2       | 2       | 30      | 57      | Retrocessi       | Kiel Baltic Hurricanes    |
| 2011     | 9              | 0              | 5              | 14             | 351            | 309            | -       | -       | -       | -       | -       | -                | -                         |
| 2012     | 7              | 2              | 5              | 14             | 509            | 453            | 0       | 1       | 1       | 25      | 41      | Quarti di finale | Schwäbisch Hall Unicorns  |
| 2013     | 3              | 0              | 11             | 14             | 207            | 496            | -       | -       | -       | -       | -       | -                | -                         |
| 2014     | 0              | 0              | 12             | 12             | 181            | 517            | -       | -       | -       | -       | -       | -                | -                         |
| 2015     | 1              | 0              | 11             | 12             | 87             | 519            | -       | -       | -       | -       | -       | -                | -                         |
| 2016     | 0              | 0              | 14             | 14             | 270            | 644            | 0       | 2       | 2       | 0       | 62      | Retrocessi       | Cologne Crocodiles        |
| 2019     | 0              | 0              | 14             | 14             | 185            | 619            | 0       | 2       | 2       | 35      | 81      | Retrocessi       | Elmshorn Fighting Pirates |
| 2022     | 0              | 0              | 10             | 10             | 67             | 419            | 1       | 1       | 2       | 20      | 21      | Retrocessi       | Paderborn Dolphins        |
| Totale   | 201            | 11             | 173            | 385            | 9975           | 8422           | 33      | 18      | 51      | 1413    | 800     |                  |                           |

Fonti: Enciclopedia del Football - A cura di Roberto Mezzetti

##### NFL
Questi tornei - pur essendo del massimo livello della loro federazione - non sono considerati ufficiali.
| Stagione | regular season | regular season | regular season | regular season | regular season | regular season | playoff | playoff | playoff | playoff | playoff | playoff   | playoff              |
|          | Vin            | Par            | Per            | Tot            | PF             | PS             | Vin     | Per     | Tot     | PF      | PS      | risultato | avversaria           |
| -------- | -------------- | -------------- | -------------- | -------------- | -------------- | -------------- | ------- | ------- | ------- | ------- | ------- | --------- | -------------------- |
| 1980     | 7              | 1              | 2              | 10             | 168            | 81             | 1       | 0       | 1       | 15      | 6       | Campioni  | Bremerhaven Seahawks |
| 1981     | 13             | 1              | 1              | 15             | 679            | 97             | 1       | 0       | 1       | 34      | 18      | Campioni  | Mannheim Redskins    |
| Totale   | 20             | 2              | 3              | 25             | 847            | 178            | 2       | 0       | 2       | 49      | 24      |           |                      |

Fonti: Enciclopedia del Football - A cura di Roberto Mezzetti

##### Damenbundesliga
| Stagione | regular season | regular season | regular season | regular season | regular season | regular season | playoff | playoff | playoff | playoff | playoff | playoff    | playoff             |
|          | Vin            | Par            | Per            | Tot            | PF             | PS             | Vin     | Per     | Tot     | PF      | PS      | risultato  | avversaria          |
| -------- | -------------- | -------------- | -------------- | -------------- | -------------- | -------------- | ------- | ------- | ------- | ------- | ------- | ---------- | ------------------- |
| 2007     | 2              | 0              | 8              | 10             | 46             | 242            | -       | -       | -       | -       | -       | -          | -                   |
| 2008     | 3              | 1              | 2              | 6              | 56             | 53             | -       | -       | -       | -       | -       | -          | -                   |
| 2009     | 3              | 0              | 3              | 6              | 96             | 74             | 0       | 1       | 1       | 6       | 46      | Semifinale | Berlin Kobra Ladies |
| Totale   | 8              | 1              | 13             | 22             | 198            | 369            | 0       | 1       | 1       | 6       | 46      |            |                     |

Fonti: Enciclopedia del Football - A cura di Roberto Mezzetti

##### 2. Bundesliga/GFL2
| Stagione | regular season | regular season | regular season | regular season | regular season | regular season | playoff | playoff | playoff | playoff | playoff | playoff   | playoff            |
|          | Vin            | Par            | Per            | Tot            | PF             | PS             | Vin     | Per     | Tot     | PF      | PS      | risultato | avversaria         |
| -------- | -------------- | -------------- | -------------- | -------------- | -------------- | -------------- | ------- | ------- | ------- | ------- | ------- | --------- | ------------------ |
| 2003     | 7              | 0              | 1              | 8              | 259            | 102            | 2       | 0       | 2       | 73      | 28      | Promossi  | Assindia Cardinals |
| 2007     | 6              | 1              | 7              | 14             | 291            | 264            | -       | -       | -       | -       | -       | -         | -                  |
| 2008     | 8              | 1              | 5              | 14             | 418            | 343            | -       | -       | -       | -       | -       | -         | -                  |
| 2009     | 8              | 1              | 5              | 14             | 375            | 321            | -       | -       | -       | -       | -       | -         | -                  |
| 2010     | 11             | 1              | 2              | 14             | 485            | 259            | 1       | 1       | 2       | 76      | 75      | Promossi  | Berlin Rebels      |
| 2017     | 12             | 0              | 2              | 14             | 517            | 187            | -       | -       | -       | -       | -       | -         | -                  |
| 2018     | 13             | 0              | 1              | 14             | 383            | 155            | 2       | 0       | 2       | 70      | 31      | Promossi  | Hamburg Huskies    |
| Totale   | 65             | 4              | 23             | 92             | 2728           | 1631           | 5       | 1       | 6       | 219     | 134     |           |                    |

Fonti: Enciclopedia del Football - A cura di Roberto Mezzetti

##### Regionalliga
| Stagione | regular season | regular season | regular season | regular season | regular season | regular season | playoff | playoff | playoff | playoff | playoff | playoff   | playoff    |
|          | Vin            | Par            | Per            | Tot            | PF             | PS             | Vin     | Per     | Tot     | PF      | PS      | risultato | avversaria |
| -------- | -------------- | -------------- | -------------- | -------------- | -------------- | -------------- | ------- | ------- | ------- | ------- | ------- | --------- | ---------- |
| 1984     | 1              | 0              | 9              | 10             | 121            | 255            | -       | -       | -       | -       | -       | -         | -          |
| 1985     | 12             | 0              | 1              | 13             | 418            | 52             | -       | -       | -       | -       | -       | -         | -          |
| 1997     | 8              | 0              | 4              | 12             | 184            | 166            | -       | -       | -       | -       | -       | -         | -          |
| 1998     | 4              | 0              | 8              | 12             | 116            | 214            | -       | -       | -       | -       | -       | -         | -          |
| 2002     | 14             | 0              | 0              | 14             | 665            | 56             | -       | -       | -       | -       | -       | -         | -          |
| Totale   | 39             | 0              | 22             | 61             | 1504           | 743            | -       | -       | -       | -       | -       |           |            |

Fonti: Enciclopedia del Football - A cura di Roberto Mezzetti

##### Oberliga
| Stagione | regular season | regular season | regular season | regular season | regular season | regular season | playoff | playoff | playoff | playoff | playoff | playoff   | playoff    |
|          | Vin            | Par            | Per            | Tot            | PF             | PS             | Vin     | Per     | Tot     | PF      | PS      | risultato | avversaria |
| -------- | -------------- | -------------- | -------------- | -------------- | -------------- | -------------- | ------- | ------- | ------- | ------- | ------- | --------- | ---------- |
| 1996     | 7              | 1              | 2              | 10             | 195            | 82             | -       | -       | -       | -       | -       | -         | -          |
| Totale   | 7              | 1              | 2              | 10             | 195            | 82             | -       | -       | -       | -       | -       |           |            |

Fonti: Enciclopedia del Football - A cura di Roberto Mezzetti

##### Landesliga (quinto livello)/Verbandsliga
| Stagione | regular season | regular season | regular season | regular season | regular season | regular season | playoff | playoff | playoff | playoff | playoff | playoff   | playoff    |
|          | Vin            | Par            | Per            | Tot            | PF             | PS             | Vin     | Per     | Tot     | PF      | PS      | risultato | avversaria |
| -------- | -------------- | -------------- | -------------- | -------------- | -------------- | -------------- | ------- | ------- | ------- | ------- | ------- | --------- | ---------- |
| 1994     | 4              | 0              | 0              | 4              | 113            | 20             | -       | -       | -       | -       | -       | -         | -          |
| 1995     | 3              | 0              | 2              | 5              | 104            | 23             | -       | -       | -       | -       | -       | -         | -          |
| 2013     | 4              | 0              | 6              | 10             | 189            | 206            | -       | -       | -       | -       | -       | -         | -          |
| 2014     | 3              | 0              | 5              | 8              | 134            | 168            | -       | -       | -       | -       | -       | -         | -          |
| 2015     | 2              | 0              | 8              | 10             | 134            | 289            | -       | -       | -       | -       | -       | -         | -          |
| 2016     | 4              | 0              | 6              | 10             | 157            | 159            | -       | -       | -       | -       | -       | -         | -          |
| 2017     | 3              | 0              | 5              | 8              | 209            | 257            | -       | -       | -       | -       | -       | -         | -          |
| Totale   | 23             | 0              | 32             | 55             | 1040           | 1122           | -       | -       | -       | -       | -       |           |            |

Fonti: Enciclopedia del Football - A cura di Roberto Mezzetti

##### Landesliga (sesto livello)
| Stagione | regular season | regular season | regular season | regular season | regular season | regular season | playoff | playoff | playoff | playoff | playoff | playoff   | playoff    |
|          | Vin            | Par            | Per            | Tot            | PF             | PS             | Vin     | Per     | Tot     | PF      | PS      | risultato | avversaria |
| -------- | -------------- | -------------- | -------------- | -------------- | -------------- | -------------- | ------- | ------- | ------- | ------- | ------- | --------- | ---------- |
| 2012     | 9              | 0              | 1              | 10             | 345            | 68             | -       | -       | -       | -       | -       | -         | -          |
| Totale   | 9              | 0              | 1              | 10             | 345            | 68             | -       | -       | -       | -       | -       |           |            |

Fonti: Enciclopedia del Football - A cura di Roberto Mezzetti

### Tornei internazionali

#### European Football League (1986-2013)
| Stagione | regular season | regular season | regular season | regular season | regular season | regular season | playoff | playoff | playoff | playoff | playoff | playoff          | playoff                      |
|          | Vin            | Par            | Per            | Tot            | PF             | PS             | Vin     | Per     | Tot     | PF      | PS      | risultato        | avversaria                   |
| -------- | -------------- | -------------- | -------------- | -------------- | -------------- | -------------- | ------- | ------- | ------- | ------- | ------- | ---------------- | ---------------------------- |
| 1993     | -              | -              | -              | -              | -              | -              | 0       | 1       | 1       | 29      | 32      | Secondo turno    | London Olympians             |
| 1995     | -              | -              | -              | -              | -              | -              | 3       | 0       | 3       | 71      | 45      | Campioni         | London Olympians             |
| 1996     | 0              | 0              | 1              | 1              | 17             | 20             | 0       | 1       | 1       | 27      | 28      | Quarti di finale | Argonautes d'Aix-en-Provence |
| Totale   | 0              | 0              | 1              | 1              | 17             | 20             | 3       | 2       | 5       | 127     | 105     |                  |                              |

Fonti: Enciclopedia del Football - A cura di Roberto Mezzetti

#### European Football League (dal 2014)
| Stagione | regular season | regular season | regular season | regular season | regular season | regular season | playoff | playoff | playoff | playoff | playoff | playoff   | playoff    |
|          | Vin            | Par            | Per            | Tot            | PF             | PS             | Vin     | Per     | Tot     | PF      | PS      | risultato | avversaria |
| -------- | -------------- | -------------- | -------------- | -------------- | -------------- | -------------- | ------- | ------- | ------- | ------- | ------- | --------- | ---------- |
| 2014     | 0              | 0              | 2              | 2              | 42             | 102            | -       | -       | -       | -       | -       | -         | -          |
| Totale   | 0              | 0              | 2              | 2              | 42             | 102            | -       | -       | -       | -       | -       |           |            |

Fonti: Enciclopedia del Football - A cura di Roberto Mezzetti

### Riepilogo fasi finali disputate
| Anno                        | Luogo                | Evento | Fase del torneo         | Incontro                                       | Risultato        |
| 22 settembre-6 ottobre 2018 | Amburgo/Düsseldorf   | GFL2   | Spareggio promozione    | Hamburg Huskies - Düsseldorf Panther           | 10 - 36; 21 - 34 |
| 21 settembre-5 ottobre 2019 | Düsseldorf/Elmshorn  | GFL    | Spareggio retrocessione | Düsseldorf Panther - Elmshorn Fighting Pirates | 14 - 47; 21 - 34 |
| 10-25 settembre 2022        | Düsseldorf/Paderborn | GFL    | Spareggio retrocessione | Düsseldorf Panther - Paderborn Dolphins        | 7 - 13; 13 - 8   |

## Palmarès
- 6 German Bowl (1983, 1984, 1986, 1992, 1994, 1995)
- 2 Nordwestdeutsche Football Liga (1980, 1981)
- 1 EFAF Eurobowl (1995)
- 15 Juniorbowl (1982, 1985-1988, 1991, 1998, 2002-2008, 2010)